# Trucial Oman Scouts
De Trucial Oman Scouts was een paramilitaire troepenmacht die de Britten in 1951 oprichtten als de Trucial Oman Levies, om in de Trucial States te dienen.
In 1956 werden de Levies omgedoopt tot de Trucial Oman Scouts.